# Каримов, Джумалы
Джумалы́ Кари́мов (кирг. Жумалы Каримов; 1892 год, село Мантыш — 1950 год, село Мантыш, Кочкорский район, Нарынская область) — заведующий коневодческой фермой колхоза «Мантыш» Чолпонского района Тянь-Шаньской области, Киргизская ССР. Герой Социалистического Труда (1948).

## Биография
Родился в 1892 году в крестьянской семье в селе Мантыш.
С 1946 года — заведующий коневодческой фермой колхоза «Мантыш» Чолпонского района. В 1947 году на ферме, которой заведовал Джумалы Каримов, было выращено 72 жеребят от 72 кобыл. Указом Президиума Верховного Совета СССР от 15 сентября 1948 года удостоен звания Героя Социалистического Труда с вручением ордена Ленина и золотой медали «Серп и Молот».
После выхода на пенсию проживал в родном селе, где скончался в 1950 году.